# Ригуло, Шарль
Шарль Жан Ригуло (фр. Charles Rigoulot; 3 ноября 1903 года, Ле-Везине — 22 августа 1962 года, Париж) — французский штангист, профессиональный борец, автогонщик и актёр.

## Биография
Ригуло родился в семье из восьми детей, отец которых был мясником (бульвар Карно-ле-Везине 63, Ле-Везине,Сена и Уаза, Франция), и в детстве начал заниматься с тяжелой атлетикой. Тренер Жан Дам наблюдал, как он поднимал тяжелые литографические камни, когда Ригуло было 16 лет, и начал тренировать подростка. Во время Второй мировой войны он попал в тюрьму за то, что ударил нацистского офицера. Он смог силой отогнуть решетку камеры, освободив других заключенных.
Как тяжелоатлет он выиграл золотую медаль в весовой категории 82,5 кг на летних Олимпийских играх 1924 года. В период с 1923 по 1926 год он установил восемь официальных мировых рекордов. В 1924 году он стал первым человеком, который поднял и рывком поднял более 400 фунтов, используя невращающиеся штанги того времени. В 1928 году он установил два мировых рекорда: толчок в 360 фунтов и рывок в 253 фунта. В 1930 году он стал первым человеком, выполнившим подъем над головой колес железнодорожного вагона Apollon, набора железнодорожных колес в форме штанги весом 166 кг (366 фунтов), используемого сценическим силачом Луи Уни, и предшественника Оси Аполлона.
В 1925 году Ригуло стал профессионалом и работал силачом в цирке, актером и певцом в театре. В первый год своей карьеры профессионального тяжелоатлета Риголо принял участие в шоу-состязании против Эрнеста Кадина в цирке Ивер в Париже. Кадин был бывшим олимпийским чемпионом по тяжелой атлетике в весовой категории до 82,5 кг на летних Олимпийских играх 1920 года. Они пришли к соглашению провести свои соревнования в порядке поднятия тяжестей в олимпийском стиле с 10 попытками для каждого, по 5 в рывке и 5 в толчке. Ригуло выиграл соревнование с результатом 1.082,0 кг против 1.077,5 кг у Кадина и достиг наивысших результатов на двух руках со 120,5 кг в рывке и 156,0 кг в толчке. В 1932 году он стал профессиональным рестлером и был объявлен как человек ле плюс форт данс ле монд (сильнейший человек в мире) и провел матчи с Анри Дегланом и Эдом Льюисом более известный под именем на ринге Эд Душитель.

## Достижения
- Олимпийский чемпион 1924 года по тяжелой атлетике в полутяжелом весе (с 322,5 кг в трех упражнениях и 502,5 кг в пяти упражнениях)
- Чемпион Франции в полутяжелом весе 1923 года
- Второе место во Франции в полутяжелом весе в 1924 году
- Чемпион города Парижа 1923 года (гимназия Бидассоа)
- Обладатель Золотого автомобильного кубка Монлери 1937 года над Шенаром и Уокером. В том же году он также участвовал в гонке 24 часа Ле-Мана
- 111 мировых рекордов по силе (утверждалось в то время), в том числе по весу и гантелям.
- 56 мировых рекордов по тяжелой атлетике (из одиннадцати движений), с 1920 по 1925 год среди любителей и с 1925 по 1931 год среди профессионалов.
- Лучшие результаты в тяжелой атлетике:

Любители:
рывок правой рукой: 101 кг (1925)
рывок обеими руками: 126,5 кг (1925)
плечи и двуручный бросок: 161,5 кг (1930)
Профессионалы:
рывок правой рукой: 116 кг (1930)
рывок левой рукой: 100,5 кг (1929)
рывок обеими руками: 143 кг (1931)
поднятие плеч и бросок с двух рук: 182,5 кг (1929)
- Способен пробежать 100 метров за 11 секунд
- Способен прыгать в высоту без толчка 1,48 м
- Единственный человек в мире, который до 1950 года мог поднимать знаменитую ось Аполлона весом 166,5 кг (за которую особенно трудно было ухватиться обеими руками, поскольку она состояла из внушительного бруса диаметром пять сантиметров, к концам которого были приварены два вагонных колеса)

## Автоспорт
Как гонщик он участвовал в гонке Ле-Ман 1937 года.
В 1953 году он стал спортивным директором коньячного завода Ricard, умер от сердечного приступа в 1962 году. Его дочь Дэни Ригуло стала олимпийской фигуристкой.